# Цур
Цур — український вигук. Уживається у виразах для заборони торкатися або привласнювати що-небудь, робити щось. Також використовується для скріплення домовлення, певної умови, а також для виразу невдоволення, несхвалення, бажання позбутись чогось, або не згадувати щось. Схожі слова з аналогічним ужитком існують в усіх східнослов'янських мовах (біл. цур, чур, рос. чур); від укр. цур походить також пол. cur («чорт»).

## Походження
Походження вигуку цур (разом з похідними цуратися, цурати) неясне, припускається зв'язок зі словом цурка, що може означати, по-перше, палицю для відганяння нечистої сили, по-друге — дерев'яне зображення бога-предка. У цьому разі вигуки цур, цур-цура є закликанням до цього духа. Порівнювали з цим вигуком і слово пращур, а також чорт. Д. К. Зеленін і О. Б. Страхов зіставляли його з грец. κύριος («пан», «господь»), вважаючи, що первісно воно означало «Господи!», «Боронь Боже!». Менш ймовірні гіпотези про запозичення аналогічного рос. чур з чув. tṡar («тримай», «спиняй», «стій»), з дав.-сканд. Tyr («Тор», «бог війни»).
На думку М. І. Толстого, слова цур, чур пов'язані з фалічною символікою. Надалі гіпотеза підтвердилася новими фактами і досі є актуальною.

## Вислови
- Цур йому, пек!
- А цур тобі на язик!
- Цур на Вас!
- Цур мене, цур!
- Хай йому цур!
- Цур моє
- Цур дурня та (й, і) масла грудка — уживається для вираження незадоволення ким-, чим-небудь
- Цур їм, пек, осина! - вживається у значенні "Чорт із ними"